# 玻璃製品

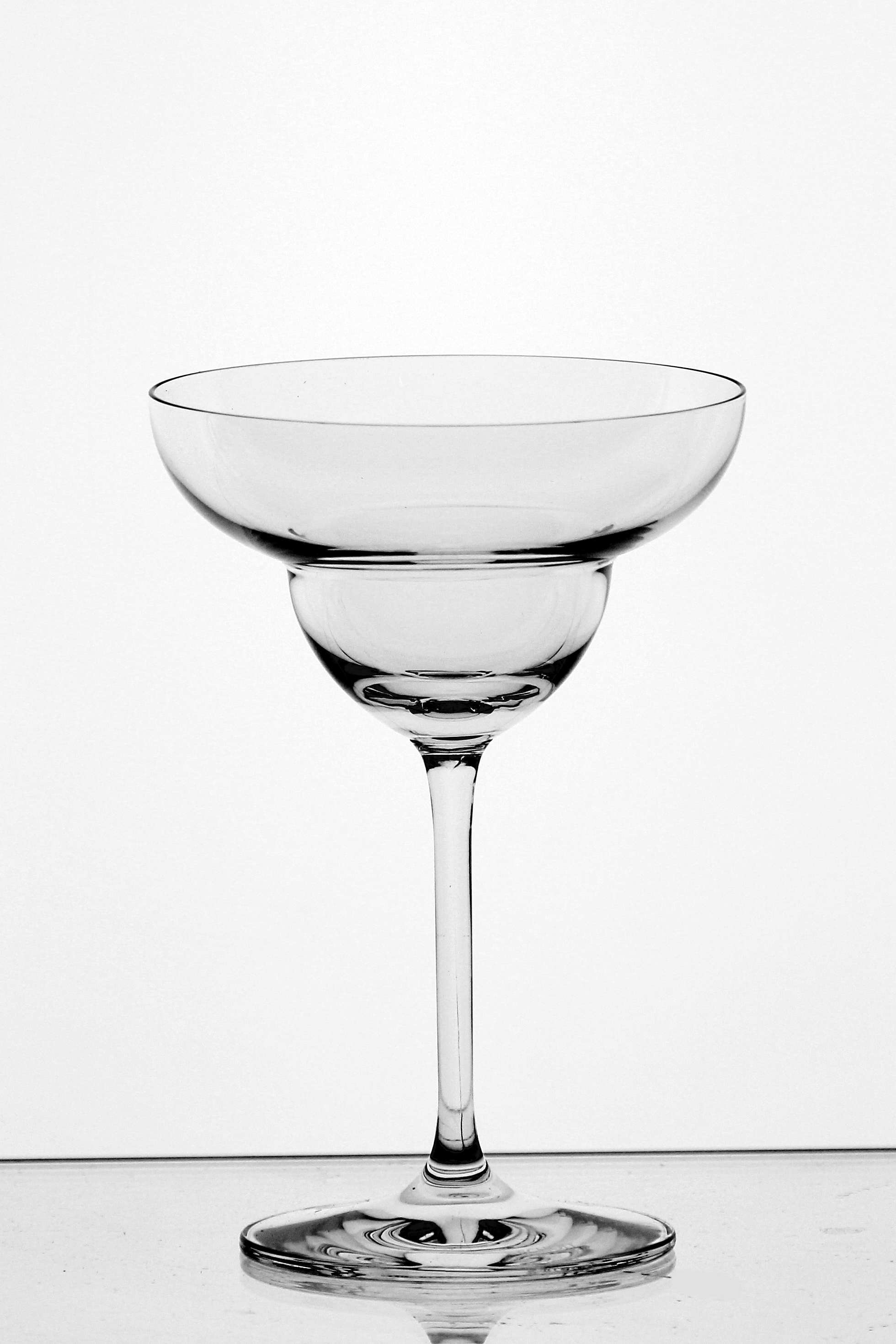
玻璃器皿

玻璃製品是指由玻璃製成的饮具（盛装液体的容器，例如玻璃可以製成啤酒杯、啤酒瓶、葡萄酒瓶、咖啡杯、馬克杯、九龍杯、高脚杯、茶杯、高球杯）、餐具、其他玻璃制品以及玻璃容器（例如花瓶）。实验室玻璃器皿也是一種玻璃器皿。